# Jenjić (Republika Serbska)
Jenjić (cyr. Јењић) – wieś w Bośni i Hercegowinie, w Republice Serbskiej, w gminie Donji Žabar. W 2013 roku liczyła 63 mieszkańców.